# Джианна Майклз
Джиа́нна Майклз (англ. Gianna Michaels; нар. 6 червня 1983, Сіетл, Вашингтон) — американська порноакторка й еротична модель.

## Біографія
Її перша робота була в ресторані швидкого харчування. 2001 року Майклз переїхала до Каліфорнії, де почала працювати секретаркою в приймальні. Через брак грошей почала працювати в модельному бізнесі, який пізніше призвів до фото ню, а потім до знімання в хардкорній порнографії. 
Знімається в порно також під псевдонімами «Becky» і «Gianna Rossi». Починала з фотосесій для інтернет-сайтів, потім стала брати участь в порнороликах різних жанрів. Надалі знялася в ризиковіших порнороликах, наприклад, з глибоким оральним і міжрасовим сексом. 2006 року завоювала нагороду в категорії «Улюблені груди». Виступає моделлю для таких компаній, як Brazzers, Bangbros, Evil Angel і Naughty America.
У січні 2007 року студія Evil Angel випустила фільм, повністю присвячений акторці — «G For Gianna» (режисер — Джонні Даркко).
На 2019 рік знялася в 675 картинах, а також з'явилася у фільмі «Піраньї 3D».

## Премії
- 2007 AVN Award — Найкраща групова сцена — a 12-person group scene in Fashionistas Safado: The Challenge (Evil Angel)[4]
- 2007 FICEB Ninfa — Most Original Sex Sequence — a 12-person group scene in Fashionistas Safado[5]
- 2007 XRCO Award — Best On-Screen Chemistry — Fashionistas: Safado
- 2008 AVN Award — Найбільш недооцінена акторка року (англ. Unsung Starlet of the Year)[6]
- 2008 AVN Award — Best Sex Scene in a Foreign-Shot Production — 10-person group scene in Furious Fuckers Final Race[6]
- 2008 AVN Award — Найкраща сцена в іноземному порнофільмі — G for Gianna[6]
- 2011 Urban X Award — Best Three-Way Sex Scene (разом із Софі Ді та Джастіном Лонгом, фільм «Sophie Dee's 3 Ways»)[7]
- 2013 Exxxotica Fannys Award — Most Valuable Vagina (Female Performer of the Year)[8]